# Chiese di Venezia
Lista delle chiese di Venezia, ordinate secondo i sestieri, le isole dell'estuario e i quartieri di terraferma e raggruppate per parrocchie.

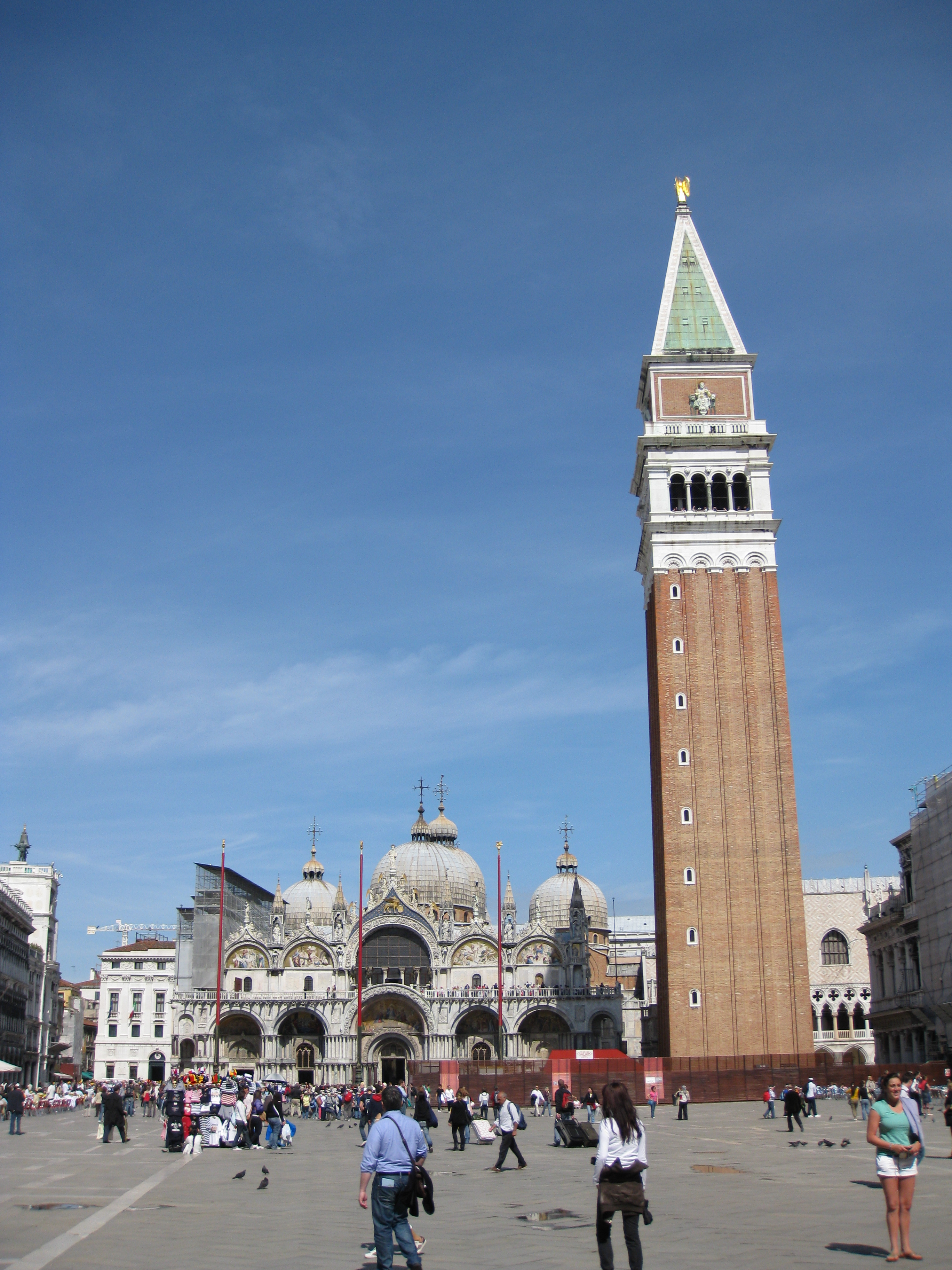
La basilica di San Marco

## Venezia storica
Particolare del centro storico di Venezia è (o era) la presenza di numerose chiese dedicate a santi orientali oltre a un numero elevato di santi dell'antico testamento. Oltre alle tante chiese diocesane e parrocchiali, Venezia essendo stata capitale, raccoglieva le istituzioni centrali dei numerosi ordini religiosi presenti nello stato e un ritsretto gruppo di chiese dipendenti direttamente dal doge.

### Cannaregio
- Madonna dell'Orto
  - San Marziale (vicariale)
- Sant'Alvise
  - San Bonaventura (carmelitane scalze)
- San Canciano
  - San Giovanni Grisostomo (vicariale, santuario)
  - Santa Maria dei Miracoli (rettoriale)
- San Felice
  - Santa Sofia (vicariale)
- Santi Geremia e Lucia
  - Santa Maria di Nazareth o degli Scalzi (carmelitani scalzi)
- San Giobbe
- San Girolamo
  - Le Cappuccine (cappuccine)
- San Marcuola
  - Santa Fosca (vicariale)
  - La Maddalena (rettoriale)
- Santi Apostoli
  - I Gesuiti (gesuiti)
  - Oratorio dei Crociferi (I.R.E.)

#### Chiese di altri culti
- Chiesa evangelica tedesca (ex Scuola dell'Angelo custode)

#### Chiese sconsacrate
- Santa Maria della Misericordia
- Volto Santo
- Santa Caterina
- San Leonardo
- Santa Maria delle Penitenti

### Chiese demolite
- Corpus Domini
- Santa Lucia
- Santa Maria Nova
- I Servi
- Oratorio dell'Anconetta

### Castello
- San Giovanni in Bragora
  - Sant'Antonin (vicariale)
  - La Pietà (rettoriale)
- Sant'Elena
- San Francesco della Vigna
  - Cristo Re (francescane di Cristo Re)
  - San Giorgio degli Schiavoni (Scuola Dalmata)
  - San Giovanni di Malta (ordine di Malta)
  - San Marco in Vinea (oratorio)
- Santi Giovanni e Paolo
  - San Lazzaro dei Mendicanti (ospedale civile)
  - Santa Maria dei Derelitti o dell'Ospedaletto (casa di riposo "Santi Giovanni e Paolo")
- San Francesco di Paola
- San Giuseppe
- Santa Maria Formosa
  - San Lio (vicariale)
  - Santa Maria della Fava (rettoriale)
  - Santa Maria della Salute (oratorio)
- San Martino vescovo
  - San Biagio (rettoria dell'Ordinariato militare)
  - Ca' di Dio
- San Pietro di Castello
- San Zaccaria
  - San Giovanni Novo (vicariale)

#### Chiese di altri culti
- San Giorgio dei Greci (greco-ortodossa)

#### Chiese sconsacrate
- Sant'Anna
- Santa Giustina
- San Lorenzo
- Santa Maria del Pianto
- Santi Pietro e Paolo
- Santa Maria Ausiliatrice già San Gioacchino
- Santi Filippo e Giacomo

#### Chiese demolite
- Santa Marina
- San Provolo
- San Severo
- San Giovanni Laterano
- Santa Ternita
- Santa Maria della Celestia
- Madonna dell'Arsenale
- San Domenico
- Santa Maria delle Vergini
- San Daniele
- Sant'Antonio di Castello
- San Nicolò di Castello
- San Sebastiano
- Santo Sepolcro
- Chiesa della Concezione di Maria o delle Cappuccine di Castello

### Dorsoduro
- Santa Maria del Carmelo o dei Carmini
- Santa Maria del Rosario o dei Gesuati
  - Spirito Santo (vicariale)
  - Madonna della Salute (basilica, santuario)
  - Sant'Agnese (istituto Cavanis)
  - Santa Maria della Visitazione (orioniti)
  - I Catecumeni (salesie)
- San Trovaso
  - Ognissanti (distretto sanitario 01)
  - Le Eremite (canossiane)
- San Nicolò dei Mendicoli
  - Santa Teresa o Le Terese
- San Pantalon
- Angelo Raffaele
  - San Sebastiano (vicariale)

#### Chiese di altri culti
- Saint George (anglicana)

#### Chiese sconsacrate
- San Barnaba
- San Gregorio
- La Carità
- Santa Marta
- Santa Margherita
- Santa Maria Assunta o del Soccorso

#### Chiese demolite
- Santissima Trinità
- Santa Maria dell'Umiltà
- Chiesa dell'Ospedale degli Incurabili
- San Vio
- San Basilio

### San Marco
- San Marco (basilica cattedrale collegiata, anche parrocchiale fino al 1967)[2]
  - San Teodoro
- San Moisè (nuovamente parrocchiale dal 1967)[2]
  - Santa Croce degli Armeni (armeno-cattolica)
  - San Fantin (vicariale)
  - Santa Maria del Giglio (rettoriale)
- San Luca
  - San Beneto (vicariale)
- San Salvador
  - San Bartolomio (vicariale)
  - San Zulian (rettoriale)
- Santo Stefano
  - Sant'Angelo degli Zoppi o dell'Annunziata (oratorio)
  - Santi Rocco e Margherita
  - San Maurizio (rettoriale)
  - San Samuele (rettoriale)
  - San Vidal (vicariale)

#### Chiese sconsacrate
- San Basso
- San Gallo

#### Chiese demolite
- Sant'Angelo
- San Geminiano
- San Paternian
- Santa Maria in Broglio o dell'Ascensione

### San Polo
- San Cassiano
- Santa Maria Gloriosa dei Frari
  - San Giovanni Evangelista
  - San Polo (rettoriale)
  - San Rocco
  - San Tomà (centro neocatecumenale diocesano, rettoriale)
- San Silvestro
  - San Giovanni Elemosinario (vicariale)
  - San Giacomo di Rialto (rettoriale)

#### Chiese sconsacrate
- Sant'Aponal

#### Chiese demolite
- Sant'Agostino
- San Boldo
- San Mattio di Rialto
- San Nicolò dei Frari o della Lattuga
- Santo Stefano Confessore o San Stin

### Santa Croce
- Santa Maria Mater Domini (vicariale di San Cassiano)

- San Simeon Grande
  - San Simeon Piccolo
- San Nicola da Tolentino (Centro Diocesano della Pastorale Universitaria e per l'Attività Ecumenica)
  - Nome di Gesù (oratorio)
- San Giacomo da l'Orio
  - San Stae (rettoriale)

#### Chiese di altri culti
- San Giovanni Decollato (chiesa concessa al culto ortodosso russo già vicariale di San Giacomo da l'Orio)

#### Chiese sconsacrate
- Santa Maria Maggiore
- Sant'Andrea della Zirada

#### Chiese demolite
- Gesù e Maria detta delle Muneghette
- Santa Chiara
- Santa Croce

### Giudecca e Sacca Fisola
- Sant'Eufemia
  - Le Convertite (istituto penale femminile)
- San Gerardo Sagredo (Sacca Fisola)
- Redentore
  - Santissima Trinità (clarisse)
  - Zitelle (I.R.E.)

#### Chiese sconsacrate
- Santi Cosma e Damiano
- Santa Croce (casa circondariale maschile)

#### Chiese demolite
- Sant'Angelo
- Santi Biagio e Cataldo
- San Giacomo
- San Giovanni Battista

## Laguna  nord
Fatte salve alcune parrocchie originarie nei centri abitati di Murano, Burano, Mazzorbo e Sant'Erasmo, è da segnalare la prevalenza di chiese legate ai numerosi conventi di clausura, in genere scomparsi.

### San Michele
- San Michele in Isola (dipendente da San Canciano)

#### Chiese demolite
- San Cristoforo

### Murano
- Basilica dei Santi Maria e Donato
- San Pietro Martire
  - Santa Maria degli Angeli (vicariale)
  - Santo Stefano (oratorio)
  - Santi Giuseppe e Teresa (oratorio dell'opera pia "Briati")

#### Chiese sconsacrate
- Santa Chiara

#### Chiese demolite
- San Bernardo
- San Cipriano
- Concezione
- San Giacomo
- San Giovanni Battista
- San Girolamo
- San Giuseppe
- Santi Marco e Andrea
- San Martino
- San Matteo (vulgo "San Maffio")
- San Mattia
- San Salvatore
- Santissima Trinità

### Mazzorbo
- Santa Caterina vergine e martire

#### Chiese demolite
- San Michele Arcangelo
- Santa Maria Valverde
- Santi Matteo e Margherita

### Burano
- San Martino
  - Santa Barbara (oratorio)

#### Chiese sconsacrate
- Santa Maria delle Grazie

#### Chiese demolite
- San Mauro

### Torcello
- Santa Fosca (compresa nella parrocchia di San Martino di Burano)
- Santa Maria Assunta (basilica e santuario, compresa nella parrocchia di San Martino di Burano)
- San Marco (oratorio, compreso nella parrocchia di San Martino di Burano)

#### Chiese demolite
- Sant'Antonio Abate
- Santa Margherita
- Sant'Angelo di Zampenigo
- San Tommaso dei Borgognoni
- San Giovanni Evangelista
- Sant'Andrea

### San Francesco del Deserto
- San Francesco del Deserto (minori, compresa nella parrocchia di San Martino di Burano)

### Vignole
- Sant'Eurosia alle Vignole (oratorio, compresa nella parrocchia di Sant'Erasmo)

### Sant'Andrea
- Santa Barbara e Santa Maria di Loreto (oratorio, compresa nella parrocchia di Sant'Erasmo)

#### Chiese demolite
- Sant'Andrea della Certosa

### Sant'Erasmo
- Cristo Re

### San Secondo
- San Secondo

## Laguna sud
Nella laguna a sud di Venezia sono presenti esclusivamente insediamenti monacali.

### Isola di San Giorgio Maggiore
- San Giorgio Maggiore (basilica abbaziale benedettina, dipendente da San Zaccaria)

### San Servolo
- San Servilio (oratorio, compreso nella parrocchia di San Giuseppe)

### San Lazzaro degli Armeni
- San Lazzaro degli Armeni (padri armeni, compresa nella parrocchia di Santa Maria Elisabetta del Lido)

### Santa Maria delle Grazie
- Santa Maria delle Grazie (chiesa sconsacrata compresa nella parrocchia del Redentore)

### San Clemente
- San Clemente (chiesa sconsacrata, compresa nella parrocchia del Redentore)

### Sacca Sessola
- Sacca Sessola (chiesa sconsacrata compresa nella parrocchia di Sant'Eufemia)

### Santo Spirito
- Santo spirito

### Poveglia
- San Vitale

## Isole litoranee
Oltre a un gruppo di chiese storiche, alcune scomparse, sono presenti alcune chiese di costruzione novecentesca legate per lo più all'espansione della residenzialità nel secondo dopoguerra.

### Lido
- Chiesa di Santa Maria della Salute (Alberoni)
- Santa Maria Assunta a Malamocco
- Sant'Antonio di Padova
- Sant'Ignazio di Loyola
- Santa Maria Elisabetta
  - Tempio votivo o Santa Maria Immacolata (rettoriale)
  - Sacro Cuore di Gesù (suore bianche)
- San Nicolò
  - Santa Maria Nascente (Ospedale al Mare)
  - San Giuseppe (oratorio del cimitero)

#### Chiese demolite
- Chiesa di San Cipriano
- Chiesa di Sant'Erasmo
- Chiesa di Santa Maria dell'Orazione

### Pellestrina (Diocesi di Chioggia)
- Santo Stefano (Portosecco)
- San Pietro
  - Opera della Carità di Santa Maria del Mare
- Sant'Antonio
- Ognissanti
  - Santuario della Madonna dell'Apparizione

## Terraferma veneziana
La maggior parte delle chiese della terraferma è di costruzione recente legata all'espansione delle parrocchie nei nuovi insediamenti realizzati nel Novecento. 

### Malcontenta
- Sant'Ilario vescovo

#### Chiese distrutte
- Abbazia di Sant'Ilario

### Marghera
- Sant'Antonio
- Gesù Lavoratore
  - Oratorio della Rana
- San Michele Arcangelo
- San Pio X
- Santi Francesco e Chiara
- Santissima Risurrezione

### Mestre
- Duomo di Mestre
  - San Girolamo
  - San Rocco
  - Santuario della Madonna della Salute (Mestre)
- San Carlo Borromeo (Mestre)
- Santi Gervasio e Protasio (Carpenedo)

#### Chiese demolite
- Chiesa di San Giuliano

### Zelarino
- Santi Maria Immacolata e Vigilio

### Campalto
- San Benedetto
  - San Martino in Strata

#### Chiese di altri culti
- Chiesa copta ortodossa di Campalto

### Favaro Veneto
- Sant'Andrea Apostolo

### Gazzera
- Santa Maria Ausiliatrice

### Chirignago
- San Giorgio di Chirignago

### Tesséra
- Santa Maria Assunta
  - Santi Antonio ed Elena